# Gibloux
Gibloux – szwajcarska gmina (fr. commune; niem. Gemeinde) w kantonie Fryburg, w okręgu Sarine. Leży nad jeziorem Gruyère, na lewym brzegu doliny Sarine. Powstała 1 stycznia 2016 z połączenia gmin Corpataux-Magnedens, Farvagny, Rossens, Le Glèbe i Vuisternens-en-Ogoz

## Demografia
W Gibloux mieszkają 7934 osoby. W 2020 roku 16,2% populacji gminy stanowiły osoby urodzone poza Szwajcarią.

## Transport
Przez teren gminy przebiegają autostrada A12 oraz droga główna nr 12.